# Абрамовский сельский совет (Полтавская область)
Абрамовский сельский совет (укр. Абрамівська сільська рада) — входит в состав
Машевского района
Полтавской области
Украины.
Административный центр сельского совета находится в 
с. Абрамовка.

## Населённые пункты совета
- с. Абрамовка
- с. Новая Павловка

## Ликвидированные населённые пункты совета
- с. Дорошовка